# Віктор Яссем
Віктор Яссем (пол. Wiktor Jassem; 11 червня 1922 — 7 січня 2016) — польський мовознавець, професор технічних наук, почесний член Польського фонетичного товариства, член відділу технічних Польської академії наук (1956—1992). Спеціалізувався на акустичній фонетиці, досліджував процеси творення звуків і розуміння мови. Також займався цифровимим синтезом, обробкою та аналізом мови.

## Праці
- Intonation of Colloquial English, Travaux de la Société des Sciences et des Lettres de Wroclaw, 1951
- Fonetyka Języka Angielskiego, Warszawa: Państwowe Wydawnictwo Naukowe, 1954
- Podręcznik Wymowy Angielskiej, Warszawa: Państwowe Wydawnictwo Naukowe, 1962
- The Phonology of Modern English, Warszawa: Państwowe Wydawnictwo Naukowe, 1983, 1987
- Exercises in English Pronunciation, Warszawa: Państwowe Wydawnictwo Naukowe, 1995
- Jassem, Wiktor. Polish // Journal of the International Phonetic Association. — 33 (1). — 2003. — С. 103—107.